# Aechmea cylindrata
Espèce
Classification phylogénétique
Synonymes
- Aechmea cylindrata var. micrantha Lindm.
- Aechmea hyacinthus F.Muell.
- Ortgiesia cylindrata (Lindm.) L.B.Sm. & W.J.Kress

Aechmea cylindrata est une espèce de plantes de la famille des Bromeliaceae, endémique de la forêt atlantique (mata atlântica en portugais) au Brésil.

## Synonymes
- Aechmea cylindrata var. micrantha Lindm.[1] ;
- Aechmea hyacinthus F.Muell.[1] ;
- Ortgiesia cylindrata (Lindm.) L.B.Sm. & W.J.Kress[1].